# Deputowany
Deputowany (forma żeńska: deputowana; etymologia: łac. deputatus – wyznaczony) – przedstawiciel ludności w wybieralnym organie przedstawicielskim, takim jak parlament, rada gminy, rada powiatu czy też sejmik województwa.
W Polsce odpowiednikiem deputowanego jest poseł (członek niższej izby polskiego parlamentu – Sejmu) lub senator (członek wyższej izby parlamentu – Senatu). W Polsce deputowanych do Europarlamentu nazywa się europosłami, eurodeputowanymi lub europarlamentarzystami.